# Springer (azienda)
Springer Science+Business Media (anche Springer), dal 2015 parte di Springer Nature, è un gruppo editoriale con sedi a Berlino, Heidelberg, negli Stati Uniti e nei Paesi Bassi.
Specializzato nell'edizione di riviste e opere scientifiche, tecnologiche e mediche, pubblica annualmente circa 1500 periodici e 5000 nuovi libri.

## Storia
Nato da una libreria berlinese fondata da Julius Springer nel 1842 con il nome di Springer-Verlag, viene trasformata dal figlio Ferdinand Springer che in una trentina d'anni la fa diventare da piccola azienda con quattro dipendenti nel secondo editore accademico tedesco con 65 dipendenti. Nel 1964 Springer allarga la sua attività a livello internazionale, aprendo un ufficio a New York City.  Presto seguono uffici a Tokyo, Parigi, Milano, Hong Kong e Delhi.
Per lungo tempo è una casa editrice di carattere familiare, ma nel 1999 Springer-Verlag è acquisita dal gruppo Bertelsmann che nel 2003 la cede al fondo di investimenti britannico Cinven and Candover. Nel 2004 la società è fusa con l'editore olandese Kluwer Academic Publishers, acquistato da Wolters Kluwer nel 2002 per formare Springer Science + Business Media.
Nell'ottobre 2008 Springer acquisisce l'editore BioMed Central, nel 2009 Cinven e Candover cedono Springer a due società di private equity, EQT Partners e Government of Singapore Investment Corporation.
Nel 2011, Springer ha acquisito Pharma Marketing and Publishing Services (MPS) da Wolters Kluwer.
Nel 2013, la società di private equity londinese BC Partners ha acquisito una partecipazione di maggioranza in Springer da EQT e GIC per 4,4 miliardi di dollari.
Nel 2014 fu rivelato che 60 paper relativi ad atti di conferenze, censiti nella bibliografia dello IEEE, erano falsi e generati al computer dal programma SCIgen. L'editore Springer li rimosse dal proprio catalogo bibliografico, mentre l'IEEE cancellò 100 titoli.

L'anno successivo furono ritrattati altri 64 articoli, per i quali era emerso che il processo di revisione paritaria era stato fraudolento.
Il 15 gennaio 2015 Holtzbrinck Publishing Group / Nature Publishing Group e Springer Science + Business Media annunciano l'intenzione di fondersi. L'operazione è conclusa nel maggio 2015 con la costituzione di nuova joint venture, Springer Nature, in cui Holtzbrinck detiene la maggioranza del 53% e BC Partners il 47%.

## Open Access
Springer non impone ai suoi autori di trasferire i loro diritti d'autore, e permette loro di decidere se pubblicare i loro articoli sotto una licenza open-access o nel più stretto modello di licenza tradizionale. In genere, nel caso di scelta di licenza open, l'autore deve pagare un contributo per la conservazione dei diritti d'autore, che talvolta è coperto da un soggetto terzo. Ad esempio, un'istituzione nazionale in Polonia permette agli autori di pubblicare in riviste ad accesso aperto, senza incorrere in alcun costo personale.